# Park naukowy

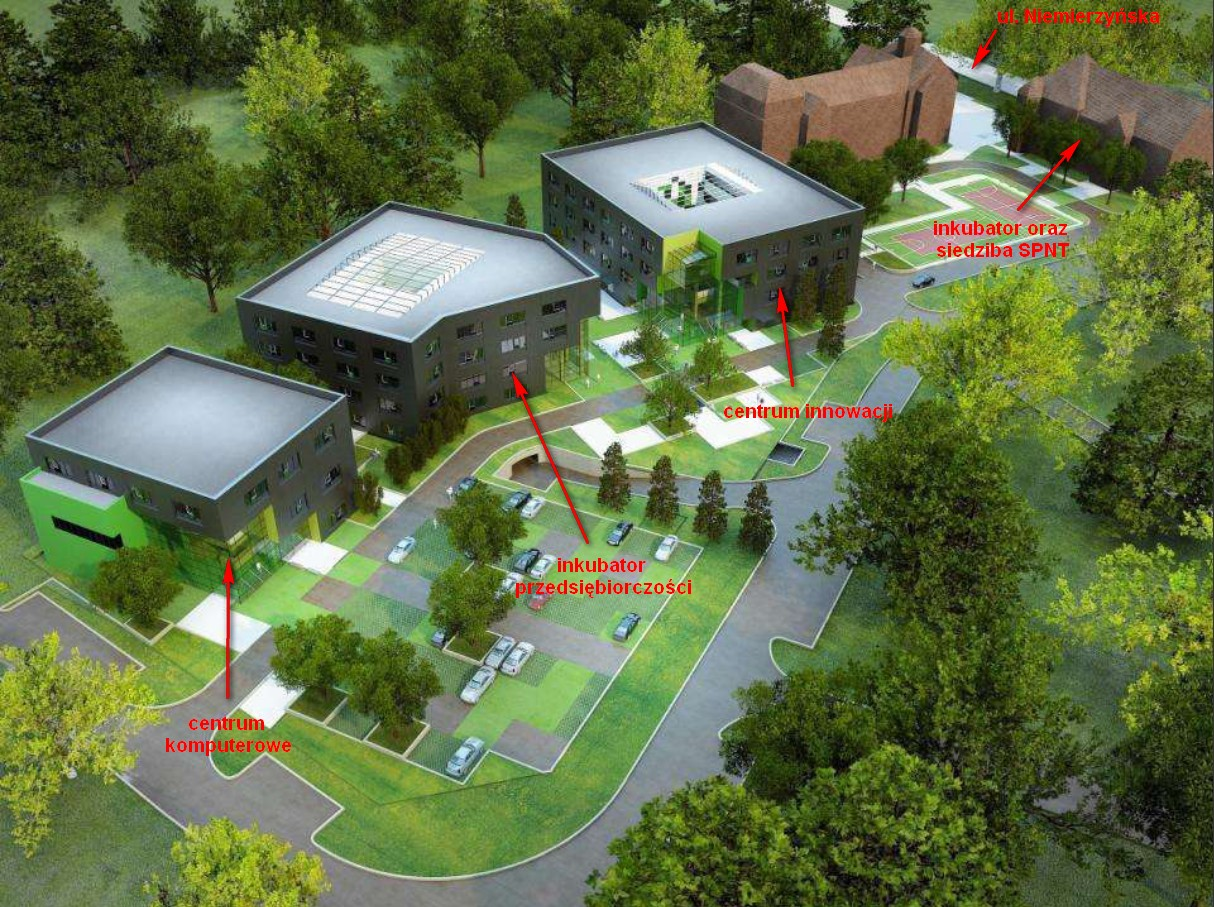
Nowa siedziba Szczecińskiego Parku Naukowo-Technologicznego

Park naukowy – organizacja zarządzana przez specjalistów, których celem jest wzrost zasobności przedsiębiorstw i instytucji naukowo-badawczych w niej zrzeszonych poprzez promowanie rozwoju innowacji i konkurencyjności.

## Parki naukowe w Polsce
Tę sekcję należy dopracować:

przedstawiono sytuację tylko z polskiej perspektywy – sekcja powinna być przekrojowa.
Pomóż ją poprawić. 
- Gdański Park Naukowo-Technologiczny
- Lubuski Park Przemysłowo-Technologiczny
- Opolski Park Naukowo-Technologiczny
- Park Naukowo-Technologiczny „Technopark Gliwice”
- Park Naukowo-Technologiczny Polska-Wschód w Suwałkach
- Podkarpacki Park Naukowo-Technologiczny AEROPOLIS
- Pomorski Park Naukowo-Technologiczny (Gdynia)
- Poznański Park Naukowo-Technologiczny
- Sosnowiecki Park Naukowo-Technologiczny
- Szczeciński Park Naukowo-Technologiczny
- Łódzki Regionalny Park Naukowo-Technologiczny (Technopark Łódź)
- Lubelski Park Naukowo-Technologiczny